# Antillotyphlops platycephalus
Antillotyphlops platycephalus är en ormart som beskrevs av Duméril och Bibron 1844. Antillotyphlops platycephalus ingår i släktet Antillotyphlops och familjen maskormar. Inga underarter finns listade i Catalogue of Life.
Denna orm förekommer endemisk i Puerto Rico. Den lever i regnskogar, i buskskogar, på odlingsmark och i trädgårdar. Arten har myror och termiter som föda. Honor lägger ägg.
För beståndet är inga hot kända. IUCN listar arten som livskraftig (LC).